# Bembicia
Bembicia é um género botânico pertencente à família Salicaceae.